# Terry Farmer
Terry Farmer (Maltby, 11 de mayo de 1931 - ibídem, 9 de mayo de 2014) fue un futbolista británico que jugaba en la demarcación de delantero.

## Biografía
Tras un año en el Gainsborough Trinity FC, Farmer hizo su debut como futbolista profesional con el Rotherham United FC en 1952. Tras jugar 61 partidos y habiendo marcado 24 goles, se fue traspasado al York City FC en enero de 1958. Con el club llegó a marcar el gol que le hizo al club ganar el partido de promoción a la siguiente categoría contra el Aldershot FC en abril de 1959. Posteriormente se unió al Scarborough FC en julio de 1960, después de haber jugado 66 partidos y haber marcado 28 goles. Finalmente se retiró como futbolista en 1961.
Falleció el 9 de mayo de 2014 a los 82 años de edad.

## Clubes
| Club                    | País       | Año         | Partidos | Goles |
| ----------------------- | ---------- | ----------- | -------- | ----- |
| Gainsborough Trinity FC | Inglaterra | 1951 - 1952 | ¿?       | ¿?    |
| Rotherham United FC     | Inglaterra | 1952 - 1958 | 61       | 24    |
| York City FC            | Inglaterra | 1958 - 1960 | 66       | 28    |
| Scarborough FC          | Inglaterra | 1960 - 1961 | 37       | 13    |